# Schildgerechtigkeit

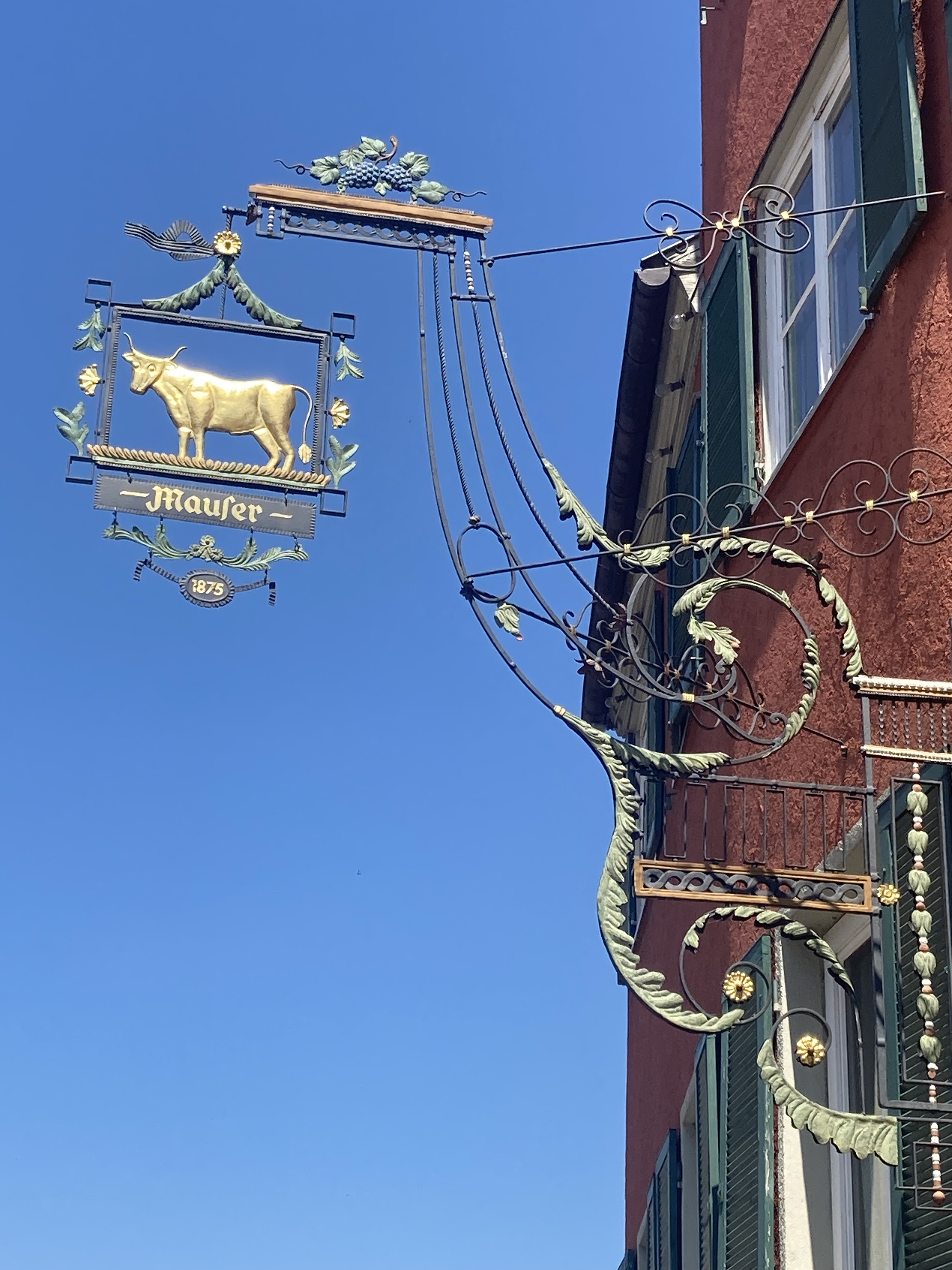
Schild Gasthof „Zum Ochsen“ in Murrhardt

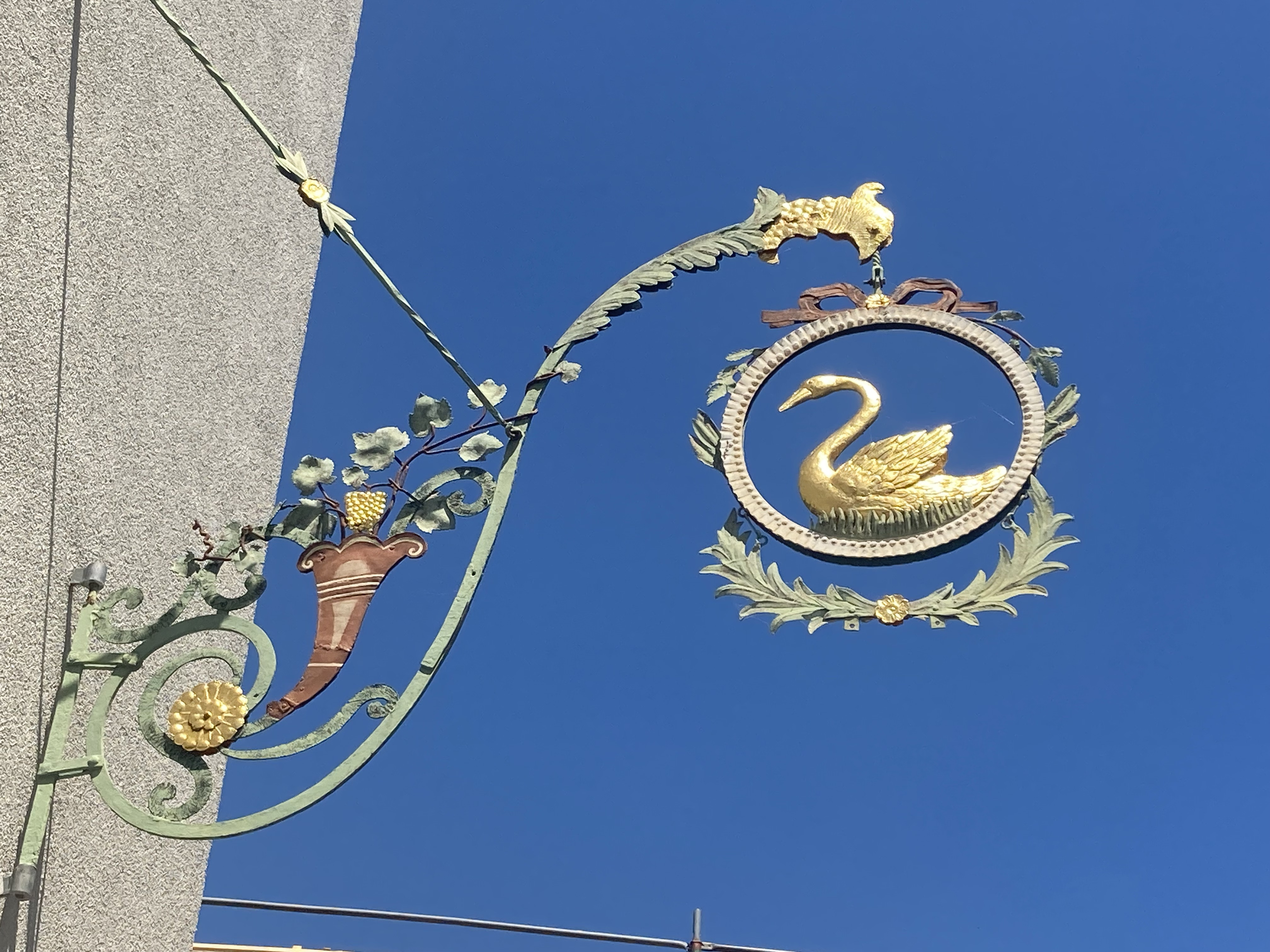
Schild in Murrhardt

Schildgerechtigkeit ist ein juristischer Begriff, der zu Beginn der Neuzeit das von der Verwaltung vergebene Recht bezeichnete, eine Gastwirtschaft vermittels Anbringung eines Schilds als solche kenntlich zu machen und als öffentliches Gewerbe in Ortschaften und an Hauptstraßen zu betreiben. Durch die damit eingeführte Konzessionierung bekamen Schildwirtschaften faktisch eine erste von der Verwaltung überprüfte Qualitätsüberwachung und dürfen damit in den 1850er eine Bedeutung vergleichbar mit der einer heutigen Autobahnraststätte erlangt haben.
Eine Schildwirtschaft besaß Schild und Namen; sie war verpflichtet, Fremde zu beherbergen sowie ein gehobenes Maß an warmen Speisen und Getränken anzubieten. Sie sollte sich deutlich von Winkel- und Gassenwirtschaften unterscheiden und der Erhöhung der Infrastruktur im aufkommenden überregionalen Waren- und Personenverkehr dienen.